# جاي هارود كوكرين
جاي هارود كوكرين (بالإنجليزية: J. Harwood Cochrane)‏ هو شخصية أعمال أمريكي، ولد في 16 نوفمبر 1912 في Goochland, Virginia ‏ في الولايات المتحدة، وتوفي في 25 يوليو 2016 في ريتشموند في الولايات المتحدة.